# Brownsche Brücke

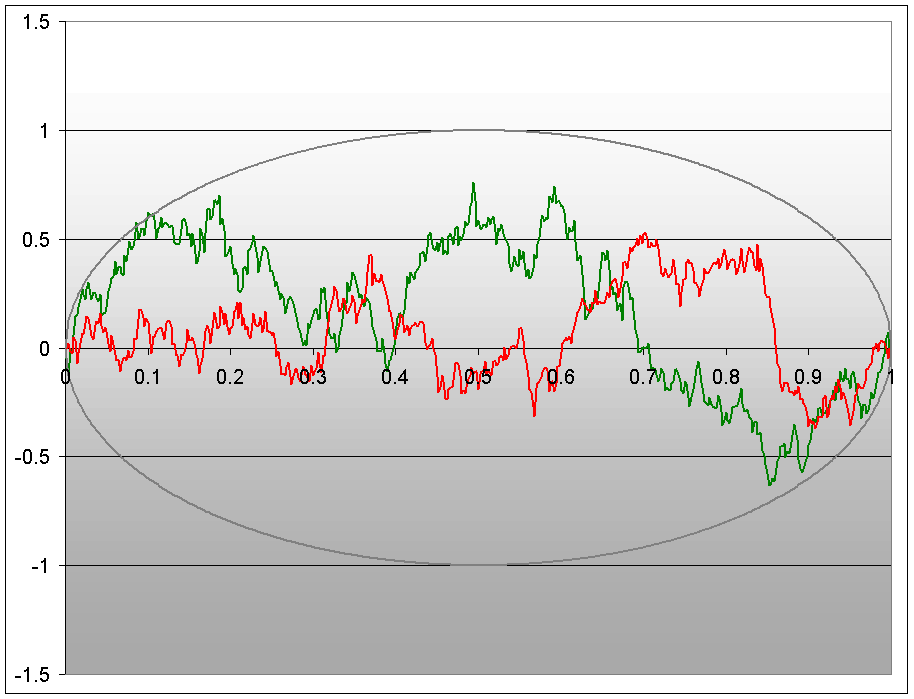
Zwei Pfade einer brownschen Brücke mit Zeithorizont 1. Die Ellipse beschreibt für jeden Zeitpunkt den Bereich, wobei die jeweilige Standardabweichung der Marginalverteilung ist.

Eine brownsche Brücke ist ein spezieller stochastischer Prozess, der aus dem Wiener-Prozess (auch brownsche Bewegung genannt) hervorgeht. Im Gegensatz zu diesem hat sie aber einen endlichen Zeithorizont mit einem deterministischen (also nicht zufälligen) Endwert, der im Normalfall gleich dem Startwert ist. Die brownsche Brücke wird zur Modellierung von zufälligen Entwicklungen in Daten verwendet, deren Wert aber zu zwei Zeitpunkten bekannt ist.

## Definition
Sei {\displaystyle (W_{t}),\;t\geq 0} ein Standard-Wiener-Prozess und {\displaystyle T\geq 0} ein fest gewählter Zeitpunkt. Dann heißt der Prozess
{\displaystyle B_{t}:=W_{t}-{\frac {t}{T}}W_{T},\quad 0\leq t\leq T}
brownsche Brücke der Länge {\displaystyle T}. Für {\displaystyle T=1} ergibt sich die Standard-brownsche-Brücke.

## Eigenschaften
Jeder Pfad der brownschen Brücke kehrt zum Zeitpunkt {\displaystyle T} wieder zur Null zurück, es gilt {\displaystyle P(B_{0}=B_{T}=0)=1}. Daher auch der Name des Prozesses: Es wird eine Brücke zwischen 0 und {\displaystyle T} geschlagen, wo man dann wieder „festen Boden unter den Füßen“ hat.
Eine brownsche Brücke kann als eine Modifikation eines Wienerprozesses gesehen werden, bei dem nur die Prozessrealisationen betrachtet werden, die zum Zeitpunkt {\displaystyle T} den Wert Null haben. Formal bedeutet dies, dass die Wahrscheinlichkeitsverteilung von {\displaystyle B} zu jedem Zeitpunkt {\displaystyle t} durch die (reguläre) bedingte Wahrscheinlichkeit
{\displaystyle P(B_{t}\leq x)=P(W_{t}\leq x\mid W_{T}=0)\quad {\text{für alle }}x\in \mathbb {R} }
gegeben ist. 
Einige fundamentale Eigenschaften des Wiener-Prozesses bleiben beim Übergang zur brownschen Brücke erhalten, andere jedoch gehen verloren:
- Die brownsche Brücke hat fast sicher überall stetige, nirgends differenzierbare Pfade.
- Die Erwartungswertfunktion der brownschen Brücke ist konstant {\displaystyle t\mapsto E(B_{t})=0}.
- Die Kovarianzfunktion ist {\displaystyle (s,t)\mapsto \operatorname {Cov} (B_{s},B_{t})=\min(s,t)-{\frac {st}{T}}}. Insbesondere gilt also für die Varianz: {\displaystyle \operatorname {Var} (B_{t})={\frac {t(T-t)}{T}}}.
- Die brownsche Brücke ist ein Markow-Prozess, aber im Gegensatz zur brownschen Bewegung weder Lévy-Prozess noch Martingal.
- Die brownsche Brücke ist ein Gauß-Prozess, dessen Verteilung durch die obige Erwartungswert- und Kovarianzfunktion eindeutig bestimmt ist. Alle endlichdimensionalen Verteilungen sind Normalverteilungen, insbesondere gilt für die eindimensionalen Verteilungen {\displaystyle B_{t}\sim {\mathcal {N}}(0,\sigma _{t}^{2})} mit {\displaystyle \sigma _{t}^{2}={\frac {t(T-t)}{T}}}.

Die brownsche Brücke tritt auch bei der Untersuchung der Riemannsche Zeta-Funktion auf.

## Simulation
Zur Simulation einer brownschen Brücke stehen einem prinzipiell dieselben Möglichkeiten zur Verfügung wie beim Wiener-Prozess, denn aus einem Wiener-Prozess {\displaystyle (W_{t}),\;t\geq 0} lässt sich durch {\displaystyle B_{t}:=W_{t}-{\frac {t}{T}}W_{T}} eine brownsche Brücke mit Zeithorizont {\displaystyle T} gewinnen. Man kann also einfach eine brownsche Bewegung bis zum Zeitpunkt {\displaystyle T} simulieren und dann mit obiger Transformation in eine brownsche Brücke umwandeln.
Es bestehen aber noch andere Möglichkeiten: Wird die brownsche Bewegung mittels einer dyadischen Zerlegung (verwirrenderweise wird diese Methode oft ebenfalls als brownsche Brücke bezeichnet) oder Spektralzerlegung erzeugt, so kann man dort einfach den ersten Schritt weglassen, der den Endpunkt {\displaystyle W_{T}} bestimmt, und man erhält dann automatisch eine brownsche Brücke. Im Falle der Spektralzerlegung würde die Darstellung also
{\displaystyle B_{t}=\sum _{k=1}^{\infty }Z_{k}{\frac {{\sqrt {2}}\sin(k\pi t)}{k\pi }}} lauten, wobei {\displaystyle Z_{1},Z_{2},\ldots } unabhängig standardnormalverteilt sind.

## Verallgemeinerungen
- Als Alternative zur obigen Definition, die {\displaystyle B_{T}=0} garantiert, ist es auch möglich, für jedes beliebige {\displaystyle c\in \mathbb {R} } eine Brücke zu definieren, die auf einem beliebigen, vorher festgelegten Niveau {\displaystyle c} endet (bildlich gesprochen wird dabei aus der Brücke eine Rampe). Die dazugehörige Transformation lautet dann

{\displaystyle B_{t}=W_{t}-{\frac {t}{T}}(W_{T}-c),\quad 0\leq t\leq T}.
- Zusätzlich kann man die ursprüngliche brownsche Bewegung auch mit einer beliebigen Volatilität {\displaystyle \sigma } versehen (siehe hierzu: verallgemeinerter Wiener-Prozess). Die Formeln für Erwartungswert und Kovarianz lauten dann

{\displaystyle \operatorname {E} (B_{t})={\frac {ct}{T}}} beziehungsweise
{\displaystyle \operatorname {Cov} (B_{t},B_{s})=\sigma ^{2}\left(\min\{s,t\}-{\frac {st}{T}}\right)}.
Interessanterweise hat also {\displaystyle \sigma } keinen Einfluss auf den Erwartungswert und c keinen auf die Kovarianz. Ein eventueller Drift in der brownschen Bewegung würde die Verteilung des Prozesses überhaupt nicht beeinflussen.